# Il peso del coraggio
Il peso del coraggio è un singolo della cantante italiana Fiorella Mannoia, pubblicato il 1º febbraio 2019 come primo estratto dal diciottesimo album in studio Personale.

## Video musicale
Il videoclip, diretto da Gaetano Morbioli, è stato pubblicato il 6 febbraio 2019 sul canale Vevo-YouTube della cantante.